# Port Monmouth
Port Monmouth – jednostka osadnicza w Stanach Zjednoczonych, w stanie New Jersey, w hrabstwie Monmouth, nad Oceanem Atlantyckim.